# 丹·西蒙斯
丹·西蒙斯（Dan Simmons，1948年4月4日—）是一位美國作家，代表作為《海伯利安詩篇》（Hyperion Cantos），並曾因此獲得雨果獎的肯定。
丹·西蒙斯的小說類型相當廣泛，包含科幻小說、恐怖小說、推理小說與奇幻小說。

## 生涯
1948年4月4日，丹·西蒙斯出生於美國伊利諾伊州皮奥里亚。1970年，丹·西蒙斯獲得瓦伯西學院文學士學位。1971年，丹·西蒙斯在聖路易華盛頓大學取得教育碩士學位，隨即展開18年小學教師生涯，直到1989年為止。
丹·西蒙斯之後開始寫作，1982年，丹·西蒙斯在哈蘭·艾里森的幫助下發表短篇小說《The River Styx Runs Upstream》，並獲得《陰陽魔界雜誌》（The Twilight Zone Magazine）首獎。 
1985年，丹·西蒙斯發表首部長篇小說《迦梨之歌》（Song of Kali），並獲得1986年世界奇幻獎。
1989年，丹·西蒙斯以恐怖小說《腐肉解饑》（Carrion Comfort）獲得1989年布拉姆·史鐸克獎（Bram Stoker Award）、《軌跡》雜誌讀者票選獎（恐怖小說類）及英國奇幻獎（British Fantasy Award）。《腐肉解饑》以英國詩人杰拉尔德·曼利·霍普金斯詩作為藍本。
《海伯利安詩篇》（Hyperion Cantos）首部作品《海伯利安》於1989年出版，這部小說深受英國詩人喬叟《坎特伯雷故事集》與義大利作家喬萬尼·薄伽丘《十日談》的影響，「海伯利安」這個名稱則來自詩人約翰·濟慈。他將背景設定在西元28世紀，當人類已能夠離開地球，以移動科技傳送門（farcasters）在銀河系建立巨大的世界網（WorldWeb），而海伯利安行星是故事核心。《海伯利安》獲得廣泛讚譽，也榮獲雨果獎、軌跡獎，並入圍亞瑟·克拉克獎與英國科幻小說協會獎。1990年，丹·西蒙斯出版續集《海伯利安的陨落》，這部小說入圍星雲獎、雨果獎，並獲得英國科幻小說協會獎與軌跡獎。《安迪密恩》（Endymion）為海伯利安詩篇第三部作品，於1996年出版。1997年出版的《安迪密恩的崛起》（The Rise of Endymion）是海伯利安詩篇第四部作品，也入圍雨果獎，並榮獲軌跡獎。
1991年，丹·西蒙斯以美國小鎮為場景、自己伊利諾伊州童年生活經驗來創作小說《夏夜》（Summer of Night）。這部小說背景類似史蒂芬·金的1986年小說《它》（It），並獲得史蒂芬·金的稱讚。他之後持續創作《夏夜》相關系列小說，包含《小孩之夜》（Children of the Night）、《伊甸園之火》（Fires of Eden）、《冬季獵捕》（A Winter Haunting），這三部小說都獲得軌跡獎入圍並兩度獲獎。
2001年，丹·西蒙斯以偵探喬·庫茲（Joe Kurtz）為主角創作小說《Hardcase》。
2003年，丹·西蒙斯以古希臘遊吟詩人荷馬作品來創作科幻小說《伊利昂》（Ilium），再度榮獲軌跡獎，亦入圍雨果獎。二年後（2005年），他推出續集小說《奧林帕斯》。
2007年，丹·西蒙斯首次創作歷史小說《極地惡靈》（The Terror）。《極地惡靈》以英國探險家約翰·富蘭克林為主角，敘述他在1845年率領幽冥號（HMS Erebus）、驚恐號（HMS Terror）前往西北航道，探險北極的故事。
2013年，《山之魔》（The Abominable）出版。丹·西蒙斯以3位登山家為主角，他們受到布羅姆利夫人雇用，準備前往聖母峰搜尋失蹤的波希（布羅姆利夫人之子）下落。

## 作品
- 《迦梨之歌》（Song of Kali）
- 《腐肉解饑》（Carrion Comfort）
- 《海伯利安》（Hyperion）（1989）
- 《夏之魘》（Summer of Night）
- 《夜之子》（Children of the Night）
- 《伊甸園之火》（Fires of Eden）
- 《冬季獵捕》（A Winter Haunting）
- 《透明人》（The Hollow Man）[12]
- 《海伯利安的陨落》（The Fall of Hyperion）（1990）
- 《安迪密恩》（Endymion）
- 《安迪密恩的崛起》（The Rise of Endymion）
- 《午夜的熵之床》（Entropy's Bed at Midnight）
- 《曼谷之死》（Death in Bangkok）
- 《德古拉的全部孩子》（All Dracula's Children）
- 《伊利昂》（Ilium）
- 《奧林帕斯》
- 《極地惡靈（英语：The Terror (novel)）》（The Terror）（2007）
- 《閃憶殺手》（Flashback）
- 《山之魔》（The Abominable）

## 外部連結
- 官方网站（页面存档备份，存于）
- Dan Simmons' On Writing Well（页面存档备份，存于）
- Interview by BookBanter
- Dan Simmons（页面存档备份，存于） on Worlds Without End
- 網路推理小說資料庫上的丹·西蒙斯
- 开放图书馆中丹·西蒙斯的著作